# Trichosia melanoma
Trichosia melanoma är en tvåvingeart som beskrevs av Werner Mohrig och Menzel 1990. Trichosia melanoma ingår i släktet Trichosia och familjen sorgmyggor. Inga underarter finns listade i Catalogue of Life.